# Ваянг голек
Вая́нг голе́к (индон. и яв. wayang golek (яв. wayang «театр», golek «кукла»), сунд. ᮝᮚᮀ ᮍᮧᮜᮦᮊ᮪ Wayang Golék) — театр тростевых объёмных кукол в Индонезии.

Куклы современного театра ваянг голек в Индонезии. Демонстрируют художник Харди и политик Фадли Зон. Джакарта, 2012 г.

Куклы театра ваянг голек в экспозиции Музея яванской культуры. Джокьякарта, 17.6.2016

Куклы вырезаются из дерева и управляются тремя тростями: у них нет ног — их заменяет юбка. Основная стержневая трость проходит внутри корпуса через всю фигуру и крепится к голове. Две другие трости управляют руками, имеющими шарниры в локте и плече. Эта система управления позволяет делать повороты головы и выразительные жесты рук. Появился в конце 16 в., использовался первыми миссионерами для распространения ислама в Индонезии (изобретение приписывается Сунану Кудусу). Особенно распространен на Западной и Центральной Яве. В качестве сюжетов популярны сцены из Махабхараты и Рамаяны, а также местных легенд. Представления сопровождаются музыкой гамелана.
В настоящее время разыгрываются представления на современные сюжеты. Среди кукловодов-далангов известны Тарким, Р. У. Партасуанда, Абенг Сунарья, Энтах Тираяна, Апек, Асеп Сунандар Сунарья, Чечер Суприяди.
Разновидностью театра ваянг голек является театр ваянг голек менак (индон. wayang golek menak), в основе репертуара которого пьесы о похождениях Амира Хамзы (Amir Hamzah), дяди пророка Мухаммеда (Muhammad).